# Afroedura hawequensis
Afroedura hawequensis е вид влечуго от семейство Геконови (Gekkonidae). Видът е почти застрашен от изчезване.

## Разпространение
Разпространен е в Южна Африка.